# 1719 na música

## Nascimentos
| Data           | Nome           | Profissão                                    | Nacionalidade | Observações | Ref |
| -------------- | -------------- | -------------------------------------------- | ------------- | ----------- | --- |
| 14 de novembro | Leopold Mozart | compositor, professor de música e violinista | Alemanha      | m. 1787     |     |

## Mortes
| Data | Nome | Profissão | Nacionalidade | Observações | Ref |
| ---- | ---- | --------- | ------------- | ----------- | --- |